# 杉山登志
杉山 登志（すぎやま とし、1936年8月7日 - 1973年12月12日）は、日本のCMディレクター。本名は、杉山 登志雄（すぎやま としお）。
テレビ草創期から数多くのテレビCMを製作し、国内外の賞を数多く受賞。天才の名をほしいままにしたが、自らのキャリアの絶頂にあった1973年12月12日、東京都港区赤坂のライオンズマンション赤坂の自室で首を吊って自殺した。37歳没。

## 生涯
1936年（昭和11年）5人兄弟の次男として日本統治下の韓国の釜山に生まれる。
1955年（昭和30年）日本大学芸術学部美術学科に入学。
1958年（昭和33年）日本天然色映画株式会社に入社。
1960年（昭和35年）文化シヤッターの「三匹のこぶた」でテレビCMを初ディレクション。
1961年（昭和36年）「第1回ACC CMフェスティバル」において、杉山のディレクションした森永製菓「森永チューインガム（チクレ モリナガ）」のCMが銀賞を受賞。
1962年（昭和37年）資生堂のCMの制作をはじめる。
1963年（昭和38年）「資生堂ファッションベイル サイコロ」で同僚の葛上周次と第10回カンヌ国際広告映画祭テレビCM部門銀賞を受賞。国際賞の受賞は、日本のCMでは初の快挙。ご褒美がわりに現地に行き、朝から晩まで世界のCFを見続けた。杉山はヨーロッパ的「オシャレ」を表現する「物語性」を自分の持ち味とした。当時の日本の「中進国センス」にマッチして、広告の新たな流れを導いた。
1965年（昭和40年）「資生堂チェリーピンク 口紅」で「第5回ACC CMフェスティバル」グランプリ受賞。
1966年（昭和41年）「資生堂サンオイル」で宣伝部にいた石岡瑛子が発見した文化学院生徒だった前田美波里を起用し、ポスターが多く盗まれる事件になり、「小麦色の肌」がブームになる。
1969年（昭和44年）「資生堂ライブ・イン・カラー」で秋川リサを、「資生堂ピンクパウワウ」でバニー・ラッツを起用。資生堂パーラーの受付をしていた女性と結婚。「この時期、杉山登志自身もスターだった」「だが、しだいにその顔はノミで削ったような鋭い角度を見せるようになる」。
1970年（昭和45年）妻と離婚。
1971年（昭和46年）杉山グループで「モービル石油 旅立ち」を制作。同作は、第25回広告電通賞輸送機械部門賞を受賞。
1973年（昭和48年）「資生堂シフォネット」で「図書館」を作る。「資生堂ロードス」では男性化粧品なのに女性のみ出演し「映像美の極致」といわれた。21歳の秋川リサの結婚式で軽妙なスピーチを披露したが、その2ヶ月後、自宅マンションで首吊り自殺を遂げた。第一次オイルショックのさなかだった。「ヨーロッパの『翻訳』に疲れたのだろうとしか推測できない。コートのポケットには十一月分の給料三十五万円が手つかずで残っていた」。遺書の「リッチでないのに
　リッチな世界などわかりません
　ハッピーでないのに
　ハッピーな世界などわかりません
　「夢」がないのに
　「夢」をうることなど・・・・・とても
　嘘をついてもばれるものです。」は当時話題になり強い衝撃を与えた。
2010年（平成22年）ACCが選定する「クリエイターズ殿堂」の第1回殿堂入りクリエイターに選ばれる。

## 主な作品
- 「資生堂ファッションベイル サイコロ（1963）」（第10回国際広告祭銀賞、第3回ACC賞会長賞）
- 「資生堂チェリーピンク 口紅（1965）」（第12回国際広告映画祭劇場部門金賞、第5回ACC賞グランプリ、第5回アジア広告会議劇場部門アイデア賞）
- 「資生堂スペシャル口紅・プレストパウダー（1965）」（第13回国際広告映画祭銀賞、第6回ACC賞金賞、第5回アジア広告会議アイデア賞・音楽賞・演出賞）
- 「資生堂ビューティケイク プロローグ（1966）」（第8回IBA国際部門優秀賞、第8回全米TVCMフェスティバル国際部門優秀賞、第6回アジア広告会議優秀賞）
- 「資生堂サンオイル 渚（1967）」（第7回ACC賞銀賞、第21回広告電通賞第二部門賞、第8回IBA国際部門優秀賞）
- 「日産自動車フェアレディ2000（1967）」（第6回アジア広告会議グランプリ、第11回国際TVCMフェスティバル劇場部門銅賞）
- 「資生堂サンスクリーン ミニレディ（1968）」（第9回IBA国際部門優秀賞、第8回ACC賞銀賞、第22回広告電通賞第三部門第二位）
- 「資生堂ピンクパウワウ口紅 インディアンルック（1969）」（第16回国際広告映画祭劇場部門金獅子賞、第11回全米TVCMフェスティバル優秀賞、第22回広告電通賞カラー部門第二位、第9回ACC賞劇場部門アイデア賞・アート賞）
- 「資生堂サンオイル サンアップ（1970）」（第10回ACC賞、第12回全米TVCMフェスティバル国際部門優秀賞）
- 「資生堂ナチュラルグロウ 四十階のパーティー（1971）」（第13回全米TVCMフェスティバル国際部門優秀賞、第12回ACC化粧品部門秀作賞・照明賞）
- 「モービル石油 旅立ち（1972）」（第25回広告電通賞輸送機械部門賞）
- 「資生堂シフォネット 図書館（1973）」（第21回国際広告映画祭銅賞、第15回全米TVCMフェスティバル国際部門金賞、第14回ACC秀作賞）

## 人物
- 弟はカメラマン杉山傳命（すぎやま でんめい）。
- 金子秀之、中尾良宣、田代勝彦（以上、資生堂）、桜井順など、ほぼ同じメンバーと仕事をしている。
- 日天の敷いた、代理店を通さずに広告主と直接取引きするいわゆる「直システム」を最大限に利用し、現場ではすべての部門の最終権限を握り、絶対的な存在だった。
- 一方で部下を育てる能力にも秀でており、杉山グループ（杉山組）と呼ばれるスタッフ集団を形成。その中から弟の傳命・はじめ、宮口敏雄・結城臣雄・木村俊二・永井三樹男・長沢佑好・岡崎欽次 ・袴一喜 など後のCM界を担う才能が巣立った。
- 1960年からその死まで、資生堂を中心に500本以上のCMを制作した。
- 写真に撮られるのを極度に嫌ったが、鋤田正義には自由に撮らせた。現存している写真のほとんどは、氏によるもの。
- CMソングの作詞をする事もあり、自身が手がけた資生堂CM「サマーローション」（歌：大滝詠一、『NIAGARA CM SPECIAL』収録）、同「ビューティケイク・ブロンズⅡ」（歌：竹越ひろ子、レコードは『サマーブルー〈作曲：桜井順〉』Columbia SAS-1628）、同「資生堂口紅 LOVELY YOU」（歌：加藤和彦、レコードは野坂昭如『黒の子守唄』）は杉山の作品。
- 戒名は「明真院浄登日覚居士」。墓地の所在は杉山家代々の菩提寺である、静岡県沼津市の正見寺にある[3][4]。

## テレビドラマ・杉山を演じた俳優
- 没後6年経った1979年12月15日には、「ザ・スペシャル　青春の昭和史Ⅱ30秒の狙撃兵」がテレビ朝日系列で放送された。主演の中村雅俊が、杉山登志を演じた。
- 毎日放送の開局55周年企画として、「メッセージ〜伝説のCMディレクター・杉山登志〜」が2006年8月28日にTBS系列で放送された。杉山登志は藤木直人、弟の傳命は若年期を平岡祐太、熟年期を藤竜也がそれぞれ演じた。

## 作品集など
- (追悼本)石岡瑛子・馬場啓一編『CMにチャンネルをあわせた日　杉山登志の時代』（パルコ出版、1982年） - 作曲家の小林亜星のみが「後期の作品は認めない」と評している。ちなみに、杉山が自殺した部屋の真上に小林の事務所が位置していた[5]。
- DVD『〜ACC50周年企画DVDシリーズ〜CMにチャンネルをあわせた日　杉山登志TVCM作品集』（avex io、2010年）